# ドーン・ウェルズ
ドーン・ウェルズ（Dawn Wells, 1938年10月18日 - 2020年12月30日）は、アメリカ合衆国の女優である。ネバダ州出身。

## 人物
2020年12月30日、新型コロナウイルス感染症（COVID-19）に関連する合併症のため、ロサンゼルスの施設で死去。82歳没。

## 出演作品

### 映画
- 誇り高きインディアンの英雄・ウィンターホーク

### テレビシリーズ
- ギリガン君SOS（マリアン）
  - ギリガン君SOS/伝説のTVドラマの裏側
- アルフ（マリアン）